# Radco
Radco is een historisch motorfietsmerk.
Radco: E.A. Radnall & Co., Vauxhall Works, Birmingham (1913-1932, 1958-1960).
Dit was een klein Brits merk dat eigen tweetaktmotoren van 211 en 246 cc inbouwde. Vanaf 1926 echter ook 147- tot 246 cc Villiers-blokken en 248- tot 499 cc JAP-zij- en kopklepmotoren. 
Vanaf 1928 werden zadeltanks toegepast. Vanaf 1932 produceerde men geen motorfietsen meer, alleen nog onderdelen. In 1958 kwam het merk Radco echter terug met een 50 cc machientje met een Sturmey-Archer-blok. In 1960 werd ook de productie hiervan gestaakt en ging men andere merken importeren. Mogelijk is er verband met het merk Vauxhall.